# Erica arborea
Âu thạch nam trắng (Danh pháp hai phần: Erica arborea) là một loài thực vật có hoa trong họ Âu thạch nam. Loài này được L. mô tả khoa học đầu tiên năm 1753.

## Hình ảnh

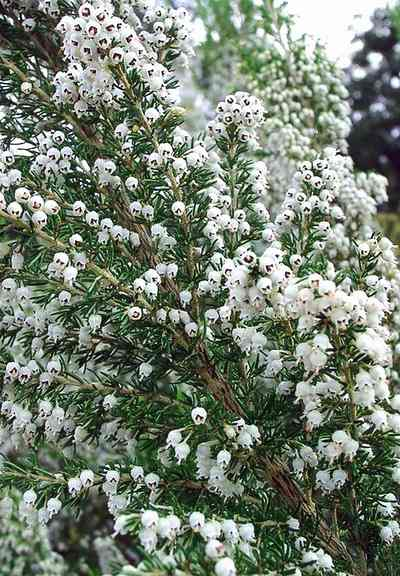
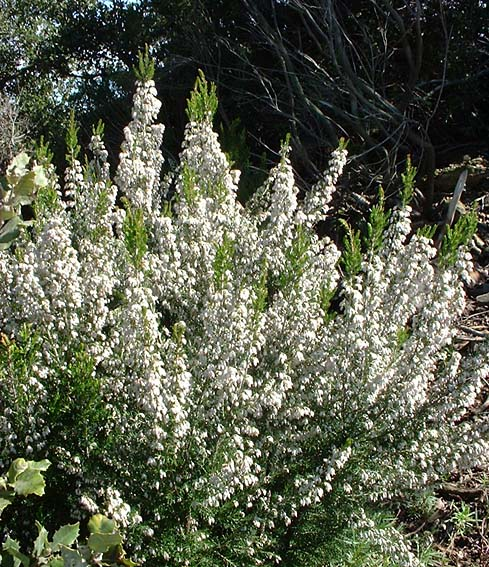
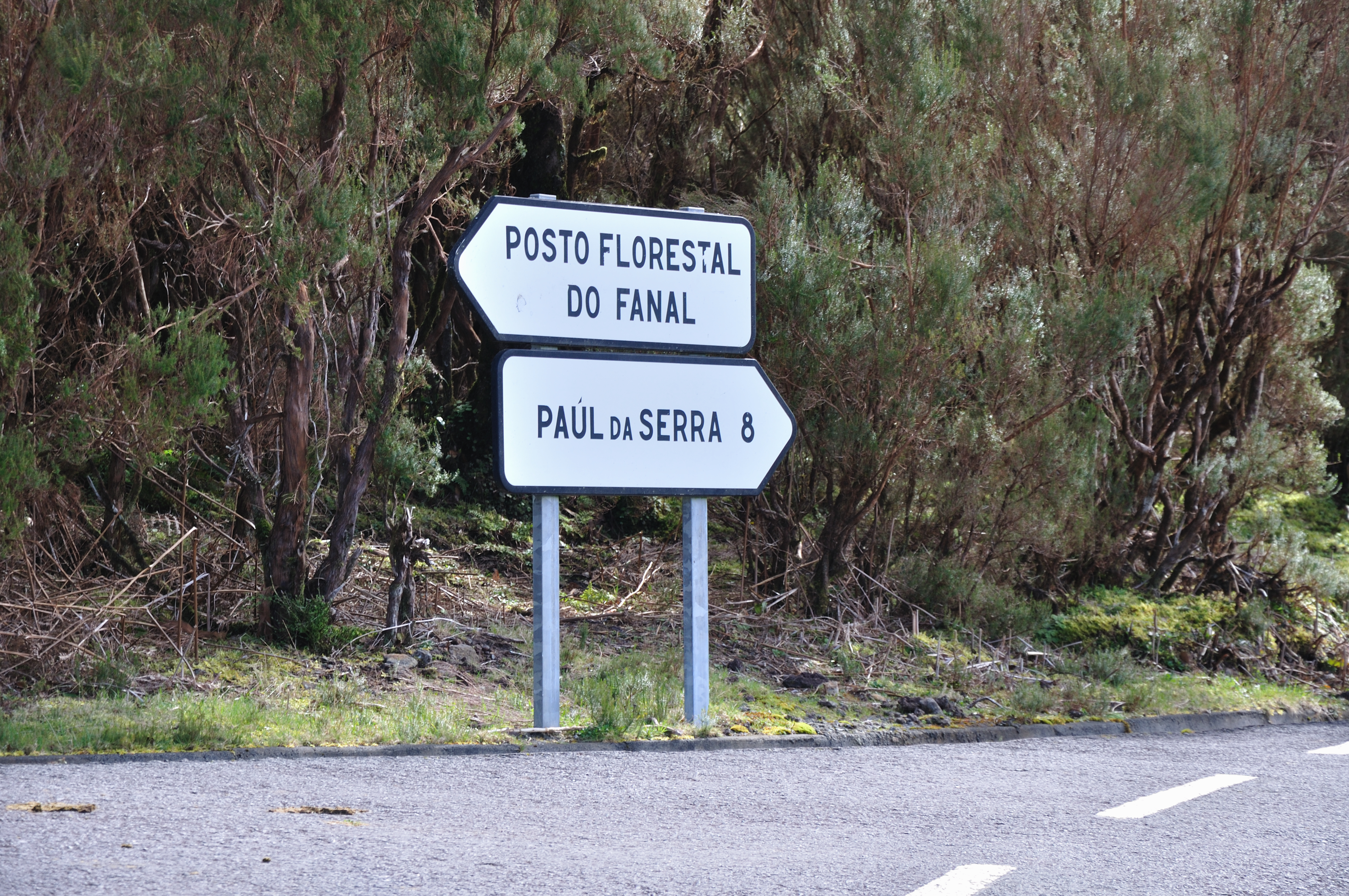
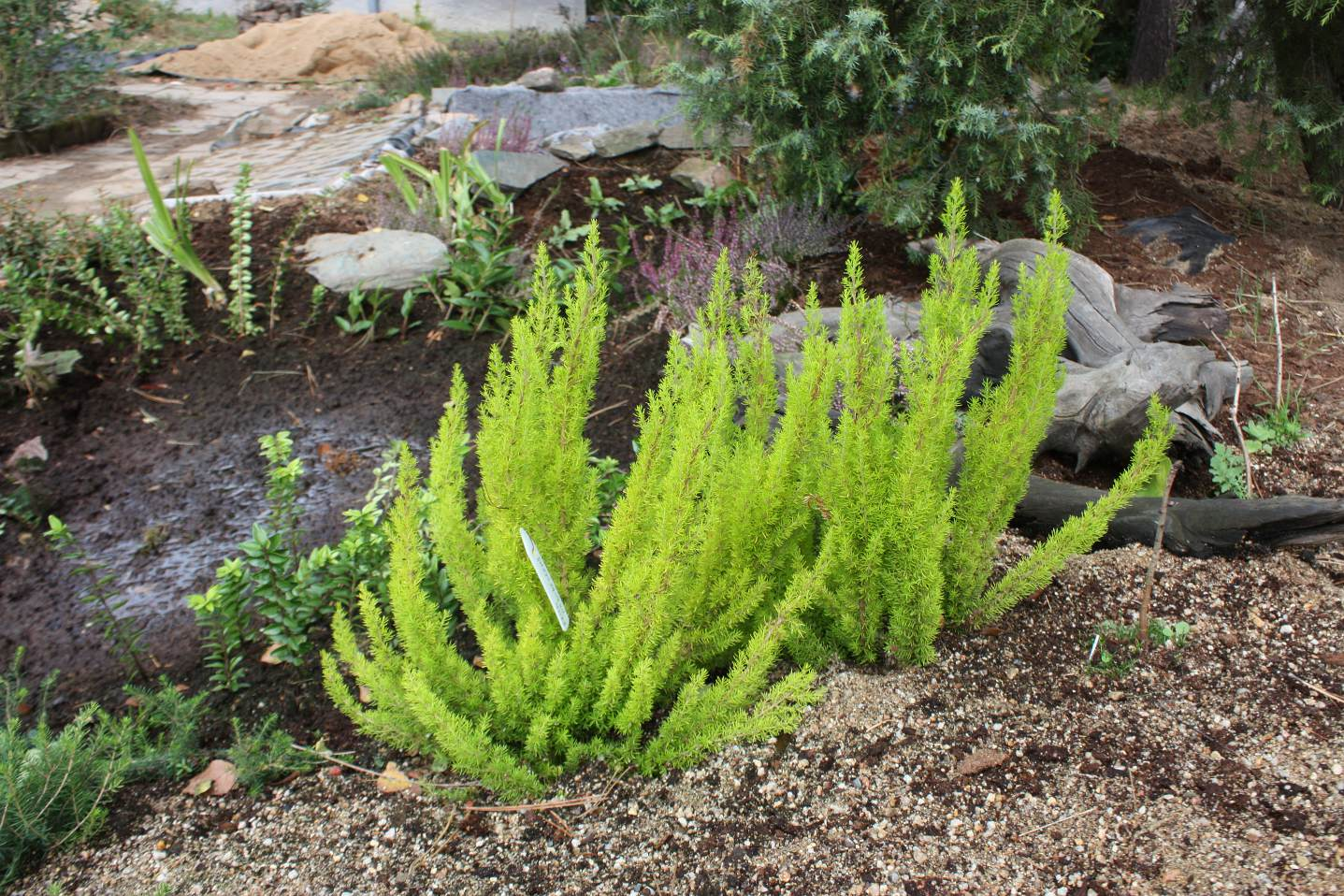